# NGC 5908
NGC 5908 је спирална галаксија у сазвежђу Змај која се налази на NGC листи објеката дубоког неба.
Деклинација објекта је + 55° 24' 34" а ректасцензија 15h 16m 43,1s. Привидна величина (магнитуда) објекта NGC 5908 износи 12,0 а фотографска магнитуда 12,8. NGC 5908 је још познат и под ознакама UGC 9805, MCG 9-25-41, CGCG 274-39, IRAS 15153+5535, PGC 54522.